# Großer Preis von Deutschland 2018
Der Große Preis von Deutschland 2018 (offiziell Formula 1 Emirates Grosser Preis von Deutschland 2018) fand am 22. Juli auf dem Hockenheimring Baden-Württemberg in Hockenheim statt und war das elfte Rennen der Formel-1-Weltmeisterschaft 2018. Es war der 77. Große Preis von Deutschland, davon der 63. im Rahmen der Formel-1-Weltmeisterschaft und das 36. Rennen der Formel-1-Weltmeisterschaft in Hockenheim.

## Bericht

### Hintergründe
Nach dem Großen Preis von Großbritannien führte Sebastian Vettel in der Fahrerwertung mit acht Punkten vor Lewis Hamilton und mit 55 Punkten vor Kimi Räikkönen. In der Konstrukteurswertung führte Ferrari mit 20 Punkten vor Mercedes und mit 88 Punkten vor Red Bull Racing.
Beim Großen Preis von Deutschland stellte Pirelli den Fahrern die Reifenmischungen P Zero Medium (weiß), P Zero Soft (gelb) und P Zero Ultrasoft (lila) sowie für Nässe Cinturato Intermediates (grün) und Cinturato Full-Wets (blau) zur Verfügung.
Marcus Ericsson (sieben), Romain Grosjean, Kevin Magnussen, Kimi Räikkönen, Max Verstappen (jeweils fünf), Pierre Gasly, Brendon Hartley, Sergei Sirotkin, Lance Stroll (jeweils vier), Sergio Pérez, Vettel (jeweils drei), Nico Hülkenberg und Daniel Ricciardo (jeweils zwei) gingen mit Strafpunkten ins Rennwochenende.
Mit Fernando Alonso, Hamilton (jeweils dreimal) und Vettel (einmal) traten drei ehemalige Sieger zu diesem Grand Prix an.
Als Rennkommissare für dieses Rennwochenende fungierten Nish Shetty (SGP), Steve Stringwell (GBR), Mika Salo (FIN) und Felix Holter (DEU).

### Training
Ricciardo war im ersten freien Training mit einer Rundenzeit von 1:13,525 Minuten Schnellster vor Hamilton und Verstappen.
Im zweiten freien Training fuhr Verstappen in 1:13,085 Minuten die Bestzeit vor Hamilton und Valtteri Bottas.
Im dritten freien Training, das bei Nässe stattfand, war Charles Leclerc mit einer Rundenzeit von 1:34,577 Minuten Schnellster vor Ericsson und Sirotkin. Nur neun Fahrer fuhren eine gezeitete Runde, die übrigen Piloten beschränkten sich auf maximal zwei Installationsrunden.

### Qualifying
Das Qualifying bestand aus drei Teilen mit einer Nettolaufzeit von 45 Minuten. Im ersten Qualifying-Segment (Q1) hatten die Fahrer 18 Minuten Zeit, um sich für das Rennen zu qualifizieren. Alle Fahrer, die im ersten Abschnitt eine Zeit erzielten, die maximal 107 Prozent der schnellsten Rundenzeit betrug, qualifizierten sich für den Grand Prix. Die besten 15 Fahrer erreichten den nächsten Teil. Die Strecke war zu Beginn des Abschnitts noch an mehreren Stellen feucht, trocknete aber dann schnell ab. Hamilton musste sein Fahrzeug kurz vor dem Ende mit einem Hydraulikdefekt am Streckenrand abstellen. Räikkönen war Schnellster. Vandoorne, Stroll, die Toro Rosso-Piloten und Esteban Ocon schieden aus.
Der zweite Abschnitt (Q2) dauerte 15 Minuten. Die schnellsten zehn Piloten qualifizierten sich für den dritten Teil des Qualifyings. Bottas war Schnellster. Hamilton, der nach seinem Defekt in diesem Abschnitt keine Zeit fuhr, Ricciardo, Ericsson, Sirotkin und Alonso schieden aus.
Der finale Abschnitt (Q3) ging über eine Zeit von zwölf Minuten, in denen die ersten zehn Startpositionen vergeben wurden. Vettel fuhr mit einer Rundenzeit von 1:11,212 Minuten die Bestzeit vor Bottas und Räikkönen. Es war die 55. Pole-Position für Vettel in der Formel-1-Weltmeisterschaft und die schnellste auf dieser Rennstrecke jemals gemessene Rundenzeit.
Ricciardo wurde wegen der Verwendung der dritten MGU-K, des dritten Energiespeichers und der dritten Kontrollelektronik in dieser Saison ans Ende des Feldes rückversetzt. Gasly wurde wegen der Verwendung des fünften Verbrennungsmotors, des fünften Turboladers, der fünften MGU-H, der vierten MGU-K, des dritten Energiespeichers und der dritten Kontrollelektronik in dieser Saison ebenfalls ans Ende des Feldes rückversetzt.

### Rennen
Das Rennen startete bei trockenen Bedingungen. Nach dem Start führte Vettel das Feld vor Hamilton und dessen Mercedes-Teamkollegen Bottas an. In Runde drei informierte Räikkönen sein Team über Funk, dass es leicht anfing zu tröpfeln. Von den Spitzenreitern war Räikkönen der erste, der in Runde 14 einen Boxenstopp einlegte und auf die weichen Reifen wechselte. Dieser frühe Boxenstopp deutete darauf hin, dass er eine Zwei-Stopp-Strategie verfolgte. In der gleichen Runde überholte Hamilton Magnussen und war Fünfter.
In Runde 20 kam Ricciardo auf Platz zehn. In Runde 26 ließ sich Vettel an seinem Ferrari eine frische Reifenmischung aufziehen. Vettel kam hinter Teamkollege Räikkönen auf die Strecke, blieb aber vor dem Fünften Hamilton. Die Positionen der Spitzenreiter blieben bis zur 26. Runde unverändert, als der Rennführende Vettel seinen Boxenstopp machte und als Vierter wieder auf die Strecke kam. In der folgenden Runde kam Bottas in die Box, der dadurch Vettel hinter Räikkönen wieder auf den dritten Platz brachte.
Für Ricciardo war kurz danach das Rennen schon beendet. Der zweimalige Saisonsieger musste seinen Red Bull auf Platz sechs liegend wegen eines Motorschadens vorzeitig abstellen. Es war schon sein vierter Ausfall in der laufenden Saison. Nachdem auch Ricciardos Teamkollege Verstappen an die Box gekommen war, übernahm Räikkönen die Führung vor Vettel. Dahinter lag Hamilton, der im Gegensatz zum Scuderia-Duo noch keinen Reifenwechsel hatte.
In Runde 44 begann es zu regnen. Daraufhin kamen Alonso, Gasly und Leclerc als erstes an die Box, um die Regenreifen aufzuziehen. In Führung liegend kam Vettel mit seinem Ferrari 15 Runden vor Schluss von der Strecke ab und fuhr in die Leitplanke, er schied dadurch aus. Daraufhin fuhr das Safety-Car auf die Strecke. Als Folge des Safety-Cars machte Bottas in Runde 53 einen Boxenstopp.
In Runde 58 wurde das Rennen wieder freigegeben. Hamilton gewann schlussendlich das Rennen vor Bottas und Räikkönen. Für Hamilton war es der 66. Sieg in der Formel-1-Weltmeisterschaft. Die restlichen Punkteplatzierungen belegten Verstappen, Hülkenberg, Grosjean, Pérez, Ocon, Ericsson und Hartley. Sainz jr. fuhr zwar als Zehnter ins Ziel, bekam allerdings eine Strafe und wurde als zwölfter gewertet. Hartley rückte dadurch auf den letzten Punkteplatz vor.
In der Fahrerwertung übernahm Hamilton wieder die Führung vor Vettel. Räikkönen blieb Dritter. In der Konstrukteurswertung übernahm Mercedes die Führung vor Ferrari. Red Bull Racing blieb Dritter.

## Meldeliste
| Team                          | Nr. | Fahrer             | Chassis                       | Motor                         | Reifen |
| ----------------------------- | --- | ------------------ | ----------------------------- | ----------------------------- | ------ |
| Mercedes AMG Petronas F1 Team | 44  | Lewis Hamilton     | Mercedes-AMG F1 W09 EQ Power+ | Mercedes-AMG F1 M09 EQ Power+ | P      |
| Mercedes AMG Petronas F1 Team | 77  | Valtteri Bottas    | Mercedes-AMG F1 W09 EQ Power+ | Mercedes-AMG F1 M09 EQ Power+ | P      |
| Scuderia Ferrari              | 05  | Sebastian Vettel   | Ferrari SF71H                 | Ferrari 062 EVO               | P      |
| Scuderia Ferrari              | 07  | Kimi Räikkönen     | Ferrari SF71H                 | Ferrari 062 EVO               | P      |
| Aston Martin Red Bull Racing  | 03  | Daniel Ricciardo   | Red Bull Racing RB14          | Renault R.E.18                | P      |
| Aston Martin Red Bull Racing  | 33  | Max Verstappen     | Red Bull Racing RB14          | Renault R.E.18                | P      |
| Sahara Force India F1 Team    | 11  | Sergio Pérez       | Force India VJM11             | Mercedes-AMG F1 M09 EQ Power+ | P      |
| Sahara Force India F1 Team    | 31  | Esteban Ocon       | Force India VJM11             | Mercedes-AMG F1 M09 EQ Power+ | P      |
| Sahara Force India F1 Team    | 38  | Nicholas Latifi    | Force India VJM11             | Mercedes-AMG F1 M09 EQ Power+ | P      |
| Williams Martini Racing       | 18  | Lance Stroll       | Williams FW41                 | Mercedes-AMG F1 M09 EQ Power+ | P      |
| Williams Martini Racing       | 35  | Sergei Sirotkin    | Williams FW41                 | Mercedes-AMG F1 M09 EQ Power+ | P      |
| Renault Sport F1 Team         | 27  | Nico Hülkenberg    | Renault R.S.18                | Renault R.E.18                | P      |
| Renault Sport F1 Team         | 55  | Carlos Sainz jr.   | Renault R.S.18                | Renault R.E.18                | P      |
| Haas F1 Team                  | 08  | Romain Grosjean    | Haas VF-18                    | Ferrari 062 EVO               | P      |
| Haas F1 Team                  | 20  | Kevin Magnussen    | Haas VF-18                    | Ferrari 062 EVO               | P      |
| Red Bull Toro Rosso Honda     | 10  | Pierre Gasly       | Scuderia Toro Rosso STR13     | Honda RA618H                  | P      |
| Red Bull Toro Rosso Honda     | 28  | Brendon Hartley    | Scuderia Toro Rosso STR13     | Honda RA618H                  | P      |
| McLaren Racing                | 02  | Stoffel Vandoorne  | McLaren MCL33                 | Renault R.E.18                | P      |
| McLaren Racing                | 14  | Fernando Alonso    | McLaren MCL33                 | Renault R.E.18                | P      |
| Alfa Romeo Sauber Motorsport  | 09  | Marcus Ericsson    | Sauber C37                    | Ferrari 062 EVO               | P      |
| Alfa Romeo Sauber Motorsport  | 16  | Charles Leclerc    | Sauber C37                    | Ferrari 062 EVO               | P      |
| Alfa Romeo Sauber Motorsport  | 36  | Antonio Giovinazzi | Sauber C37                    | Ferrari 062 EVO               | P      |

Anmerkungen
1. 1 2  Der Force India mit der Startnummer 38 wurde im 1. freien Training für Latifi eingesetzt. Ocon übernahm das Fahrzeug anschließend für das restliche Rennwochenende mit seiner Startnummer 31.
2. 1 2  Der Sauber mit der Startnummer 36 wurde im 1. freien Training für Giovinazzi eingesetzt. Ericsson übernahm das Fahrzeug anschließend für das restliche Rennwochenende mit seiner Startnummer 9.

## Klassifikationen

### Qualifying
| Pos.                                                                      | Fahrer            | Konstrukteur              | Q1       | Q2         | Q3       | Start |
| ------------------------------------------------------------------------- | ----------------- | ------------------------- | -------- | ---------- | -------- | ----- |
| 01                                                                        | Sebastian Vettel  | Ferrari                   | 1:12,538 | 1:12,505   | 1:11,212 | 01    |
| 02                                                                        | Valtteri Bottas   | Mercedes                  | 1:12,962 | 1:12,152   | 1:11,416 | 02    |
| 03                                                                        | Kimi Räikkönen    | Ferrari                   | 1:12,505 | 1:12,336   | 1:11,547 | 03    |
| 04                                                                        | Max Verstappen    | Red Bull Racing-TAG Heuer | 1:13,127 | 1:12,188   | 1:11,822 | 04    |
| 05                                                                        | Kevin Magnussen   | Haas-Ferrari              | 1:13,105 | 1:12,523   | 1:12,200 | 05    |
| 06                                                                        | Romain Grosjean   | Haas-Ferrari              | 1:12,986 | 1:12,722   | 1:12,544 | 06    |
| 07                                                                        | Nico Hülkenberg   | Renault                   | 1:13,479 | 1:12,946   | 1:12,560 | 07    |
| 08                                                                        | Carlos Sainz jr.  | Renault                   | 1:13,324 | 1:13,032   | 1:12,692 | 08    |
| 09                                                                        | Charles Leclerc   | Sauber-Ferrari            | 1:13,077 | 1:12,995   | 1:12,717 | 09    |
| 10                                                                        | Sergio Pérez      | Force India-Mercedes      | 1:13,427 | 1:13,072   | 1:12,774 | 10    |
| 11                                                                        | Fernando Alonso   | McLaren-Renault           | 1:13,614 | 1:13,657   | –        | 11    |
| 12                                                                        | Sergei Sirotkin   | Williams-Mercedes         | 1:13,708 | 1:13,702   | –        | 12    |
| 13                                                                        | Marcus Ericsson   | Sauber-Ferrari            | 1:13,562 | 1:13,736   | –        | 13    |
| 14                                                                        | Lewis Hamilton    | Mercedes                  | 1:13,012 | keine Zeit | –        | 14    |
| 15                                                                        | Daniel Ricciardo  | Red Bull Racing-TAG Heuer | 1:13,318 | keine Zeit | –        | 19    |
| 16                                                                        | Esteban Ocon      | Force India-Mercedes      | 1:13,720 | –          | –        | 15    |
| 17                                                                        | Pierre Gasly      | Scuderia Toro Rosso-Honda | 1:13,749 | –          | –        | 20    |
| 18                                                                        | Brendon Hartley   | Scuderia Toro Rosso-Honda | 1:14,045 | –          | –        | 16    |
| 19                                                                        | Lance Stroll      | Williams-Mercedes         | 1:14,206 | –          | –        | 17    |
| 20                                                                        | Stoffel Vandoorne | McLaren-Renault           | 1:14,401 | –          | –        | 18    |
| 107-Prozent-Zeit: 1:17,580 min (bezogen auf Q1-Bestzeit von 1:12,505 min) |                   |                           |          |            |          |       |

Anmerkungen
1. ↑  Ricciardo wurde für die Verwendung der dritten MGU-K, der dritten Steuerelektronik und des dritten Superkondensators in dieser Saison ans Ende des Feldes versetzt.
2. ↑  Gasly wurde für die Verwendung einer neuen Power Unit ans Ende des Feldes versetzt.

### Rennen
| Pos. | Fahrer            | Konstrukteur              | Runden | Stopps | Zeit        | Start | Schnellste Runde |
| ---- | ----------------- | ------------------------- | ------ | ------ | ----------- | ----- | ---------------- |
| 01   | Lewis Hamilton    | Mercedes                  | 67     | 1      | 1:32:29,845 | 14    | 1:15,545 (66.)   |
| 02   | Valtteri Bottas   | Mercedes                  | 67     | 2      | + 4,535     | 02    | 1:15,721 (65.)   |
| 03   | Kimi Räikkönen    | Ferrari                   | 67     | 2      | + 6,732     | 03    | 1:15,990 (64.)   |
| 04   | Max Verstappen    | Red Bull Racing-TAG Heuer | 67     | 3      | + 7,654     | 04    | 1:15,852 (66.)   |
| 05   | Nico Hülkenberg   | Renault                   | 67     | 3      | + 26,609    | 07    | 1:17,910 (66.)   |
| 06   | Romain Grosjean   | Haas-Ferrari              | 67     | 3      | + 28,871    | 06    | 1:16,716 (66.)   |
| 07   | Sergio Pérez      | Force India-Mercedes      | 67     | 1      | + 30,556    | 10    | 1:17,867 (66.)   |
| 08   | Esteban Ocon      | Force India-Mercedes      | 67     | 1      | + 31,750    | 15    | 1:17,941 (64.)   |
| 09   | Marcus Ericsson   | Sauber-Ferrari            | 67     | 1      | + 32,362    | 13    | 1:17,745 (65.)   |
| 10   | Brendon Hartley   | Scuderia Toro Rosso-Honda | 67     | 2      | + 34,197    | 16    | 1:17,681 (66.)   |
| 11   | Kevin Magnussen   | Haas-Ferrari              | 67     | 3      | + 34,919    | 05    | 1:17,697 (66.)   |
| 12   | Carlos Sainz jr.  | Renault                   | 67     | 3      | + 43,069    | 08    | 1:17,430 (63.)   |
| 13   | Stoffel Vandoorne | McLaren-Renault           | 67     | 2      | + 46,617    | 18    | 1:17,537 (67.)   |
| 14   | Pierre Gasly      | Scuderia Toro Rosso-Honda | 66     | 2      | + 1 Runde   | 20    | 1:17,762 (66.)   |
| 15   | Charles Leclerc   | Sauber-Ferrari            | 66     | 3      | + 1 Runde   | 09    | 1:17,852 (64.)   |
| 16   | Fernando Alonso   | McLaren-Renault           | 65     | 3      | DNF         | 11    | 1:17,741 (60.)   |
| –    | Lance Stroll      | Williams-Mercedes         | 53     | 2      | DNF         | 17    | 1:18,861 (35.)   |
| –    | Sebastian Vettel  | Ferrari                   | 51     | 1      | DNF         | 01    | 1:17,290 (39.)   |
| –    | Sergei Sirotkin   | Williams-Mercedes         | 51     | 2      | DNF         | 12    | 1:18,934 (36.)   |
| –    | Daniel Ricciardo  | Red Bull Racing-TAG Heuer | 27     | 0      | DNF         | 19    | 1:18,262 (22.)   |

Anmerkungen
1. ↑  Sainz jr. erhielt nachträglich eine Zeitstrafe von zehn Sekunden für das Überholen hinter dem Safety-Car. Er rutschte dadurch vom 10. auf den 12. Platz.

## WM-Stände nach dem Rennen
Die ersten zehn des Rennens bekamen 25, 18, 15, 12, 10, 8, 6, 4, 2 bzw. 1 Punkt(e).

### Fahrerwertung
| Pos. | Fahrer           | Konstrukteur              | Punkte |
| ---- | ---------------- | ------------------------- | ------ |
| 01   | Lewis Hamilton   | Mercedes                  | 188    |
| 02   | Sebastian Vettel | Ferrari                   | 171    |
| 03   | Kimi Räikkönen   | Ferrari                   | 131    |
| 04   | Valtteri Bottas  | Mercedes                  | 122    |
| 05   | Daniel Ricciardo | Red Bull Racing-TAG Heuer | 106    |
| 06   | Max Verstappen   | Red Bull Racing-TAG Heuer | 105    |
| 07   | Nico Hülkenberg  | Renault                   | 52     |
| 08   | Fernando Alonso  | McLaren-Renault           | 40     |
| 09   | Kevin Magnussen  | Haas-Ferrari              | 39     |
| 10   | Sergio Pérez     | Force India-Mercedes      | 30     |

| Pos. | Fahrer            | Konstrukteur              | Punkte |
| ---- | ----------------- | ------------------------- | ------ |
| 11   | Esteban Ocon      | Force India-Mercedes      | 29     |
| 12   | Carlos Sainz jr.  | Renault                   | 28     |
| 13   | Romain Grosjean   | Haas-Ferrari              | 20     |
| 14   | Pierre Gasly      | Scuderia Toro Rosso-Honda | 18     |
| 15   | Charles Leclerc   | Sauber-Ferrari            | 13     |
| 16   | Stoffel Vandoorne | McLaren-Renault           | 8      |
| 17   | Marcus Ericsson   | Sauber-Ferrari            | 5      |
| 18   | Lance Stroll      | Williams-Mercedes         | 4      |
| 19   | Brendon Hartley   | Scuderia Toro Rosso-Honda | 2      |
| 20   | Sergei Sirotkin   | Williams-Mercedes         | 0      |

### Konstrukteurswertung
| Pos. | Konstrukteur              | Punkte |
| ---- | ------------------------- | ------ |
| 1    | Mercedes                  | 310    |
| 2    | Ferrari                   | 302    |
| 3    | Red Bull Racing-TAG Heuer | 211    |
| 4    | Renault                   | 80     |
| 5    | Haas-Ferrari              | 59     |

| Pos. | Konstrukteur              | Punkte |
| ---- | ------------------------- | ------ |
| 06   | Force India-Mercedes      | 59     |
| 07   | McLaren-Renault           | 48     |
| 08   | Scuderia Toro Rosso-Honda | 20     |
| 09   | Sauber-Ferrari            | 18     |
| 10   | Williams-Mercedes         | 4      |